# Biserica de lemn din Lunca, Gorj

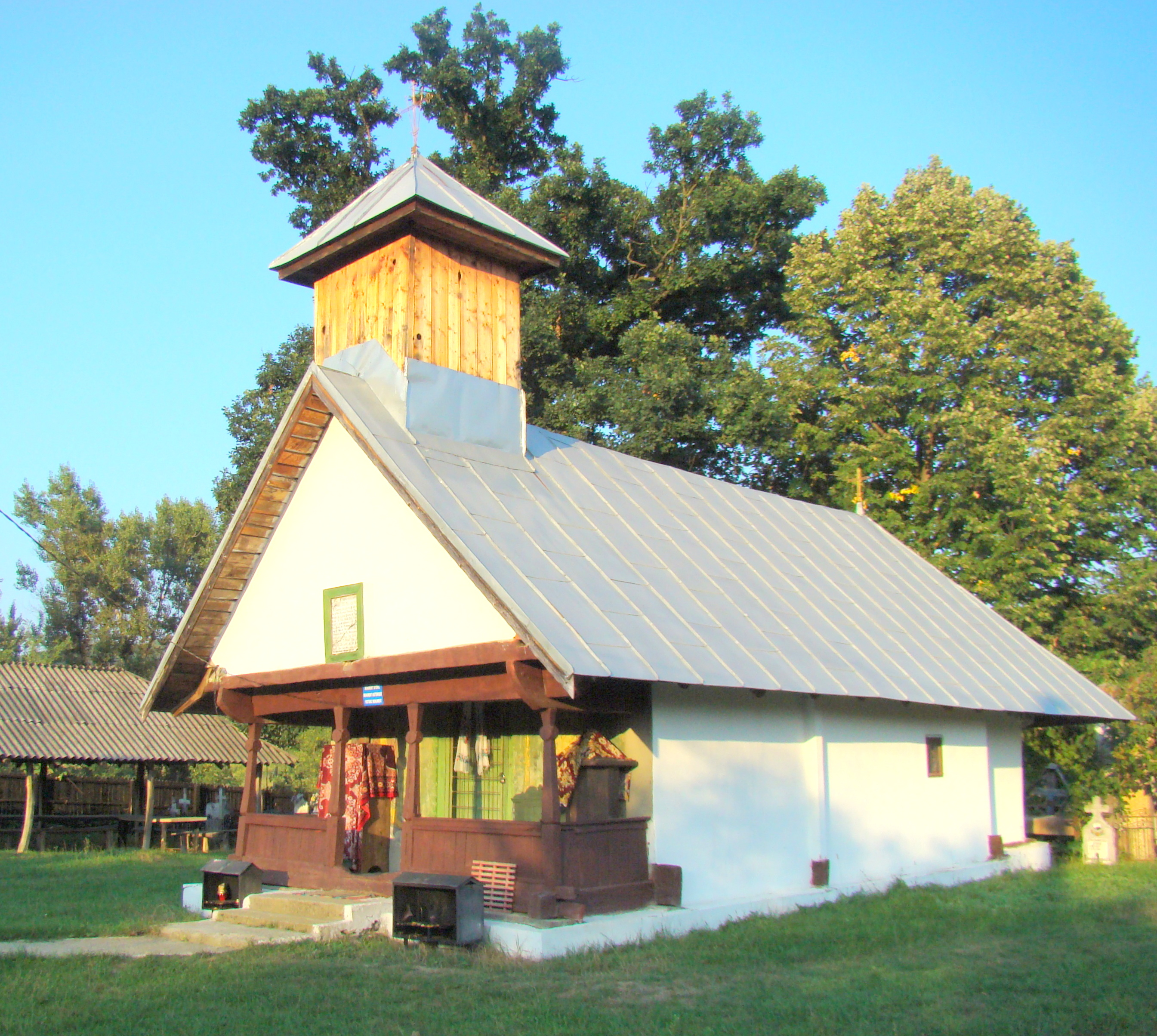
Biserica de lemn „Sfântul Nicolae” din Lunca, comuna Vladimir, județul Gorj, foto: august 2015.

Biserica de lemn din Lunca, comuna Vladimir, județul Gorj, a fost construită în anul 1830. Are hramul „Sfântul Nicolae”. Biserica se află pe noua listă a monumentelor istorice sub codul LMI:  GJ-II-m-B-09324.

## Galerie de imagini

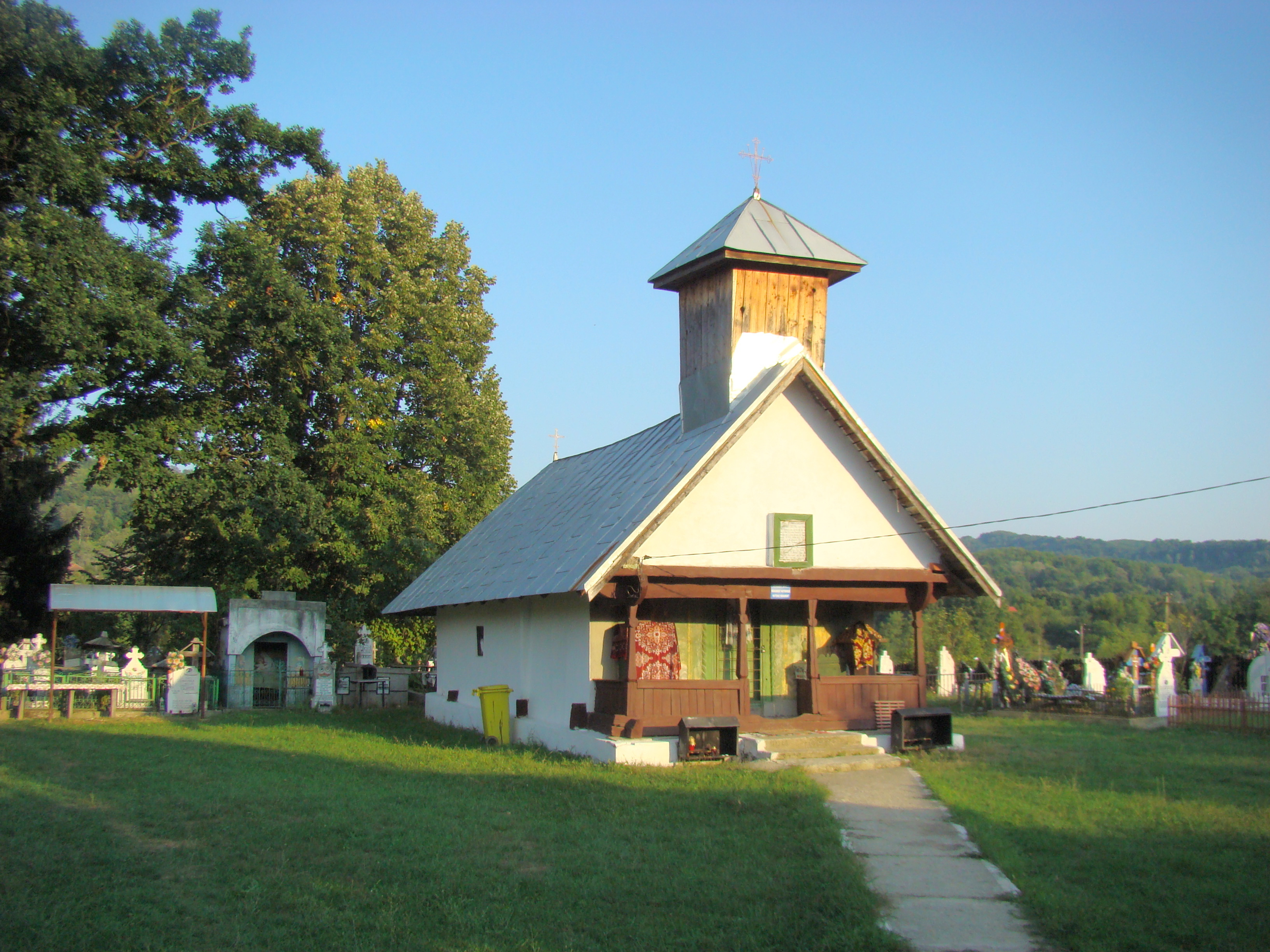
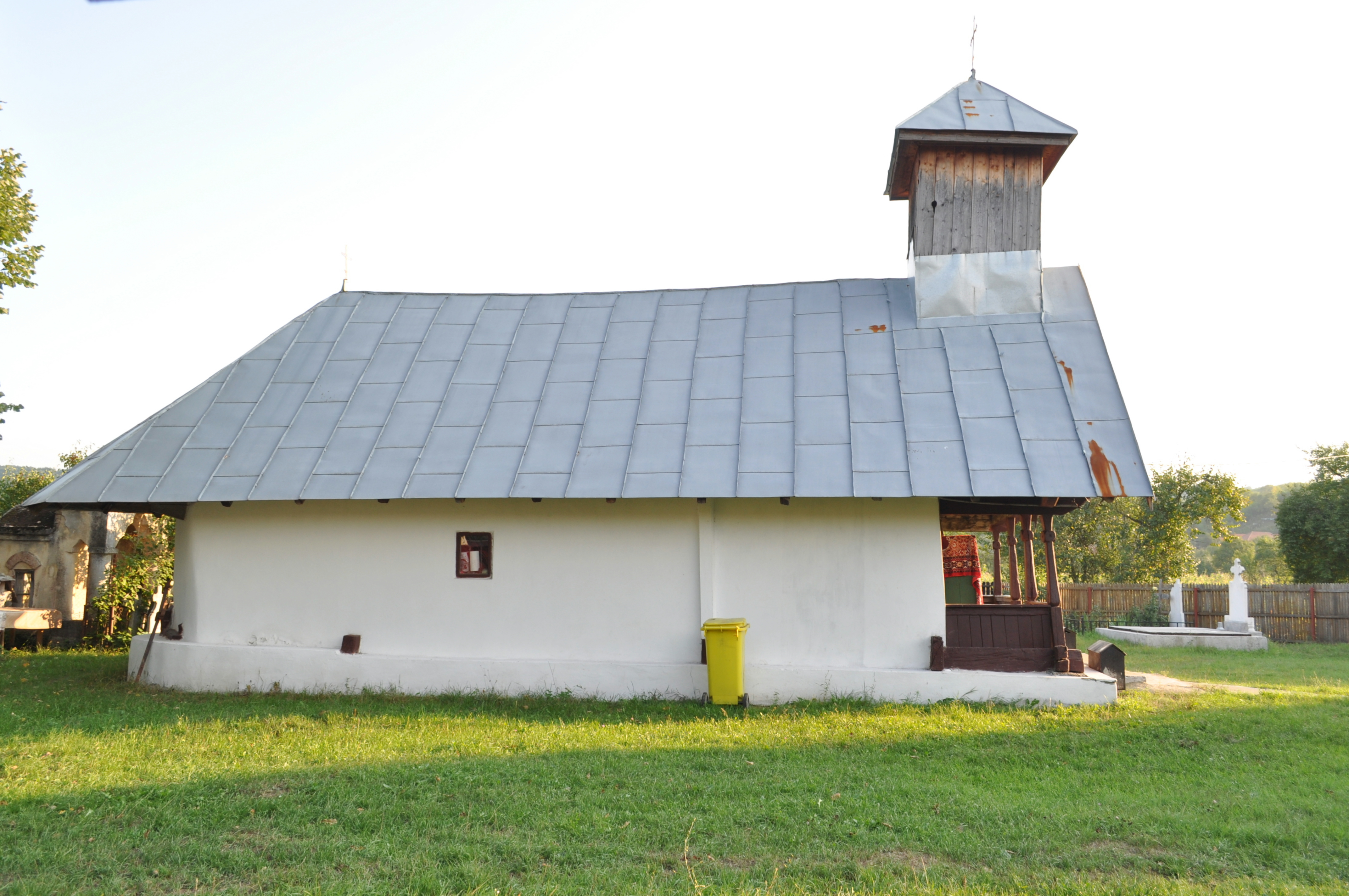
Biserica (nord)
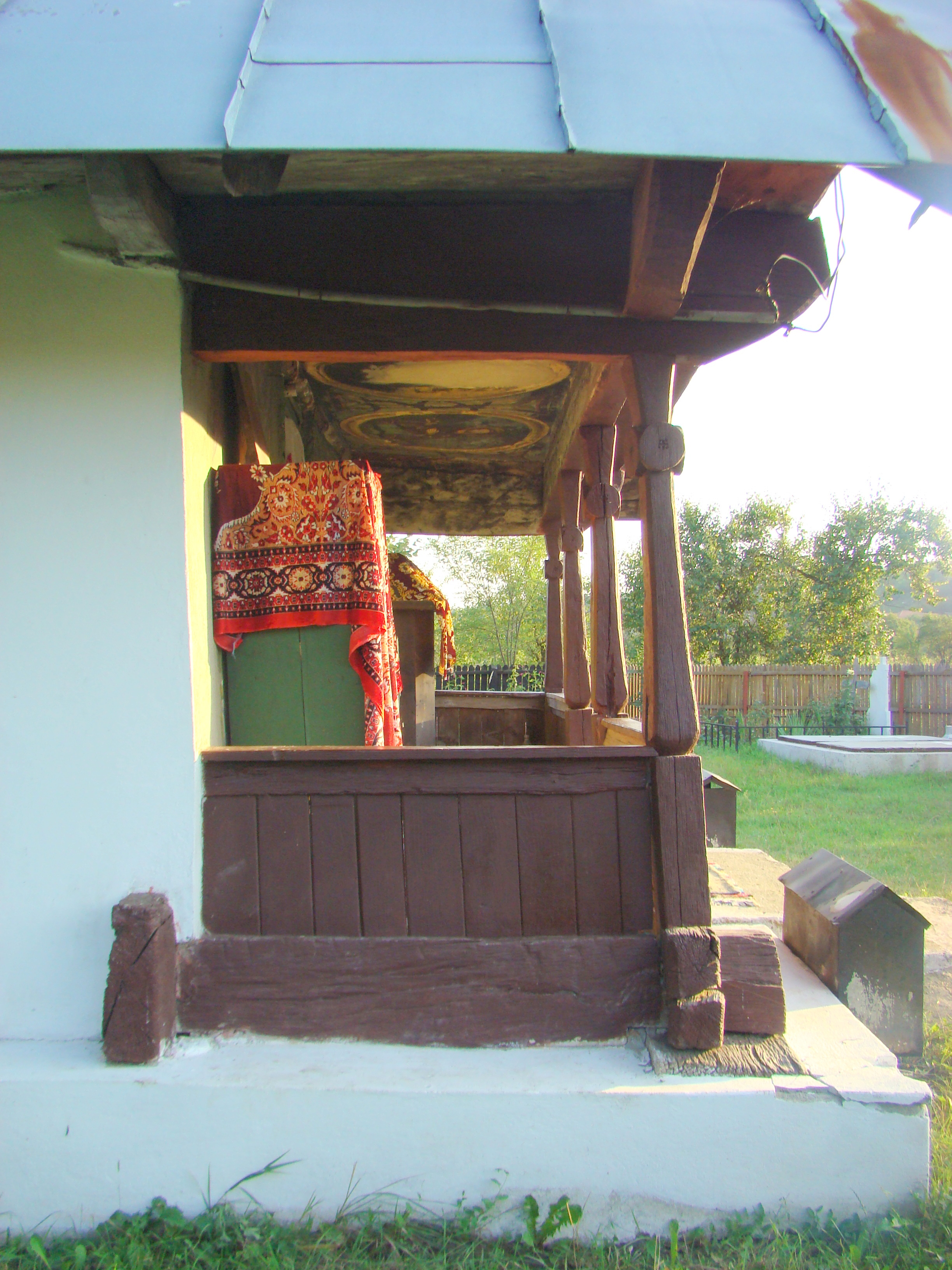
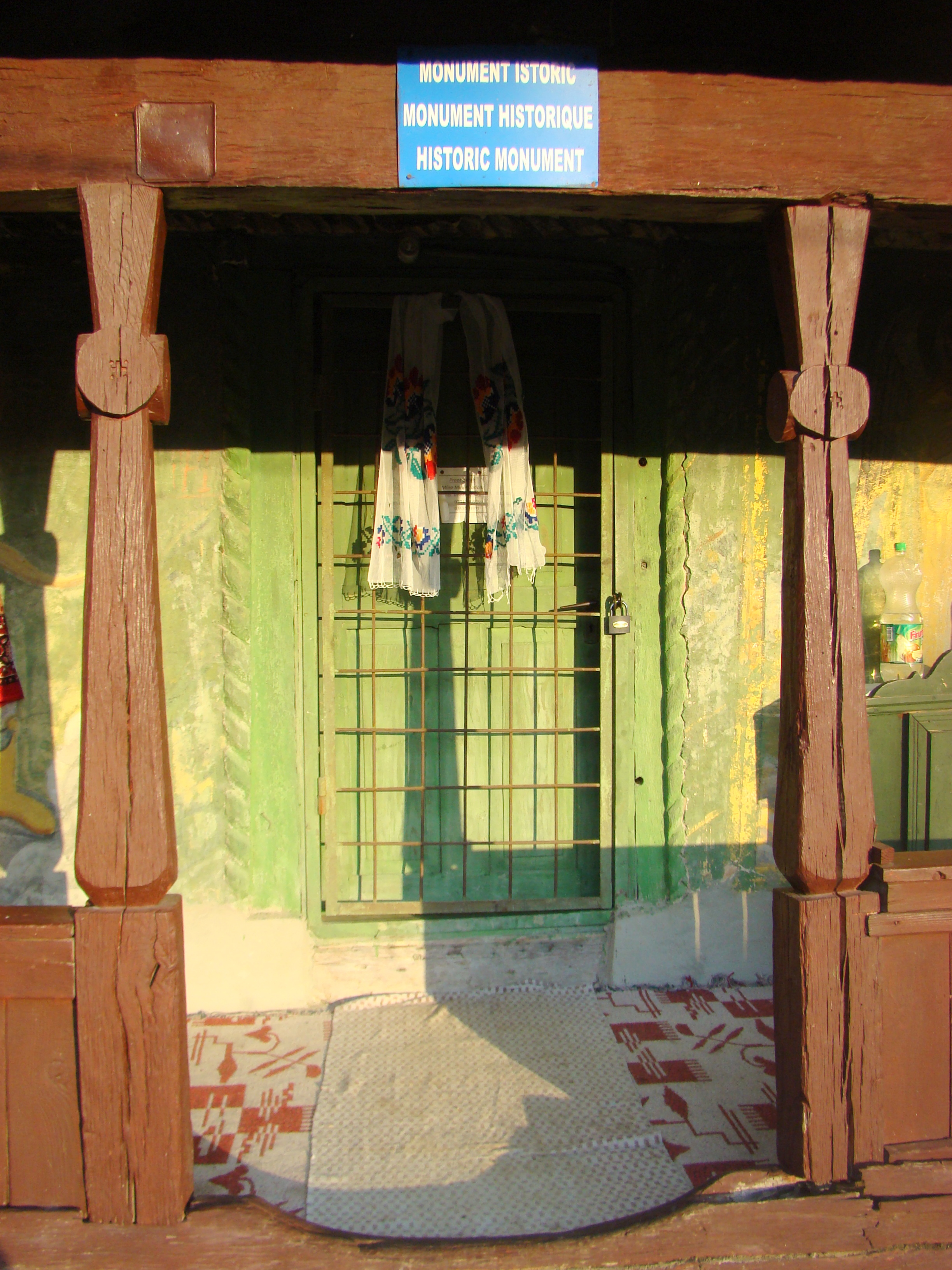
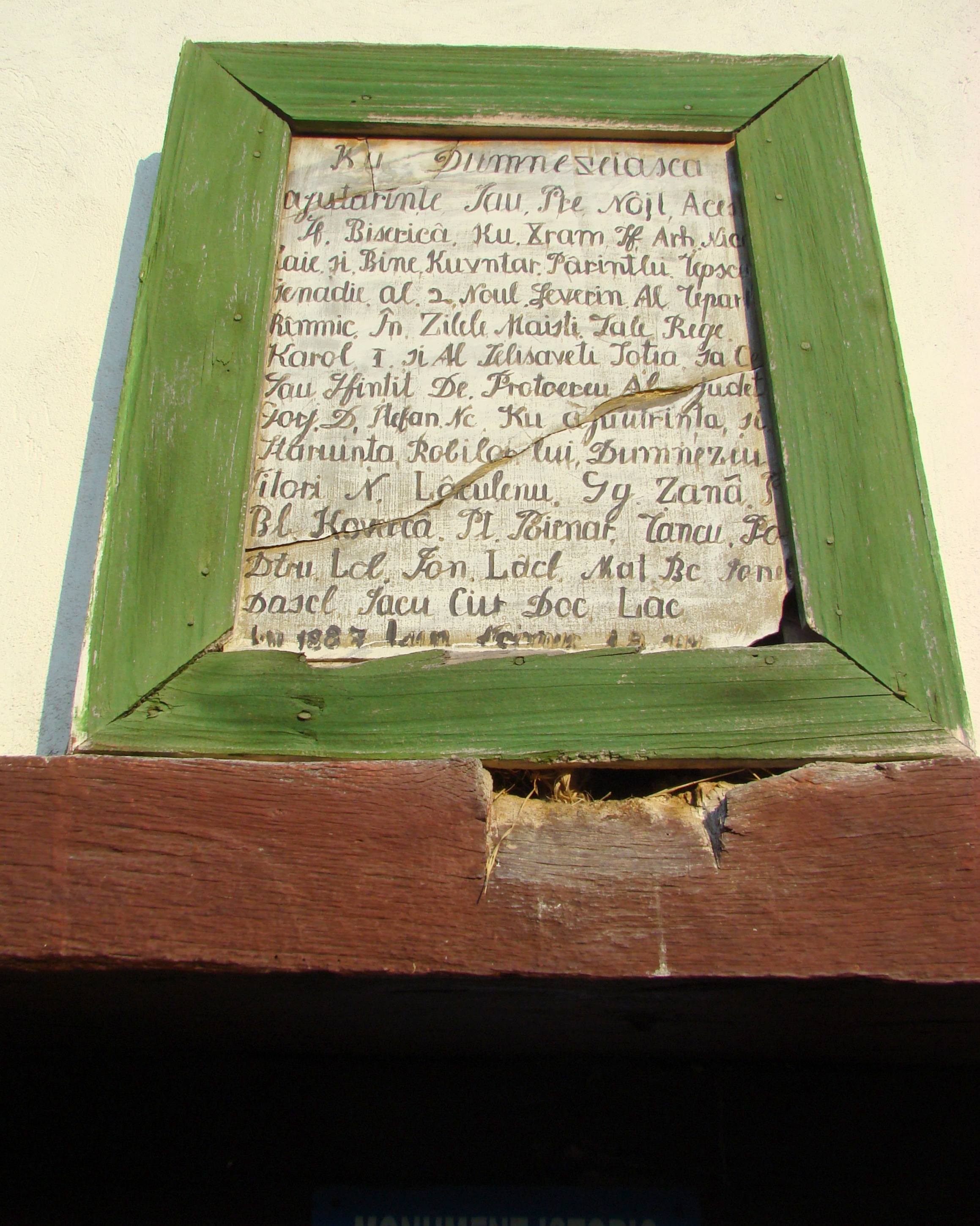
Pisania
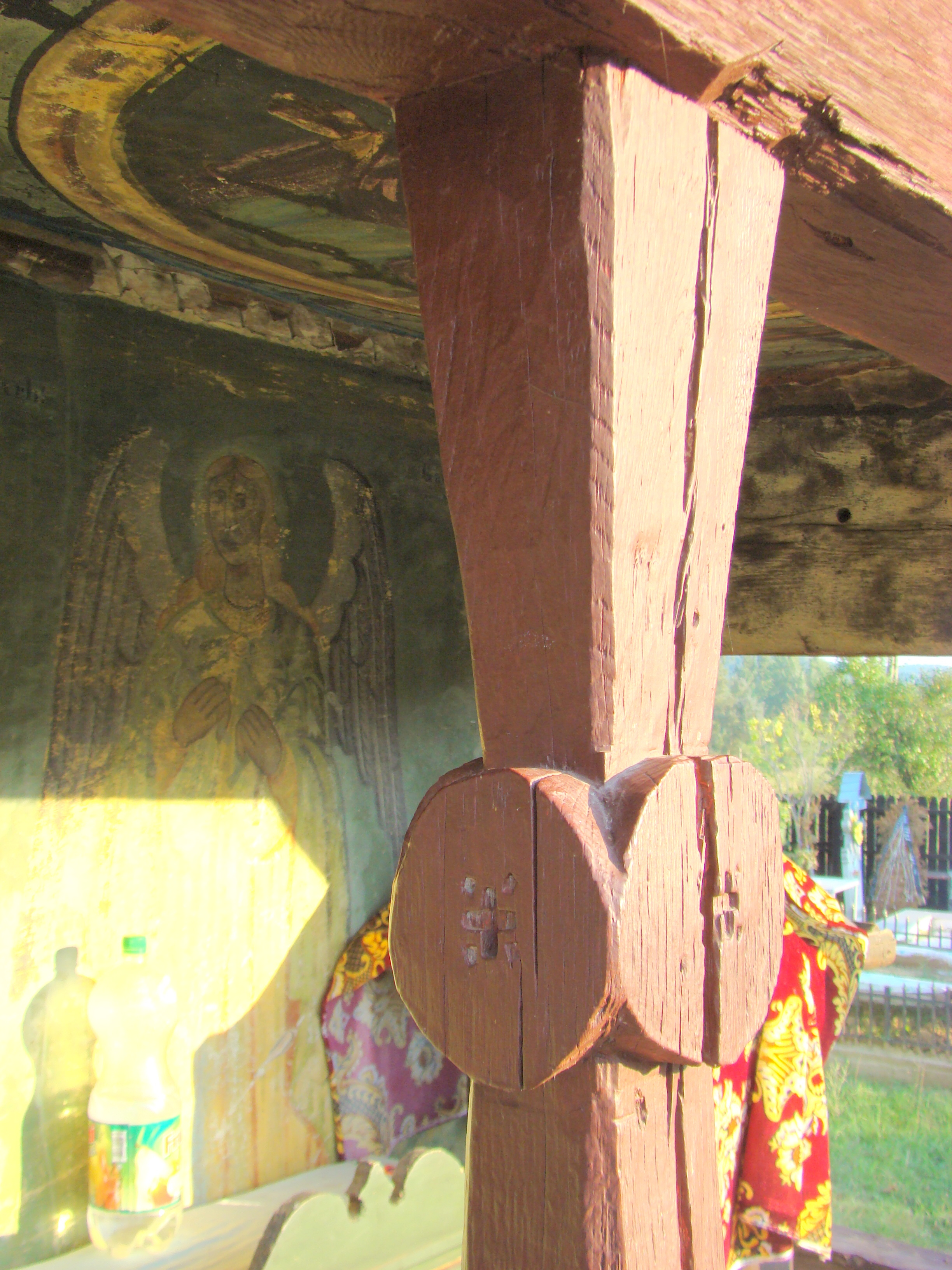
Stâlp la pridvor
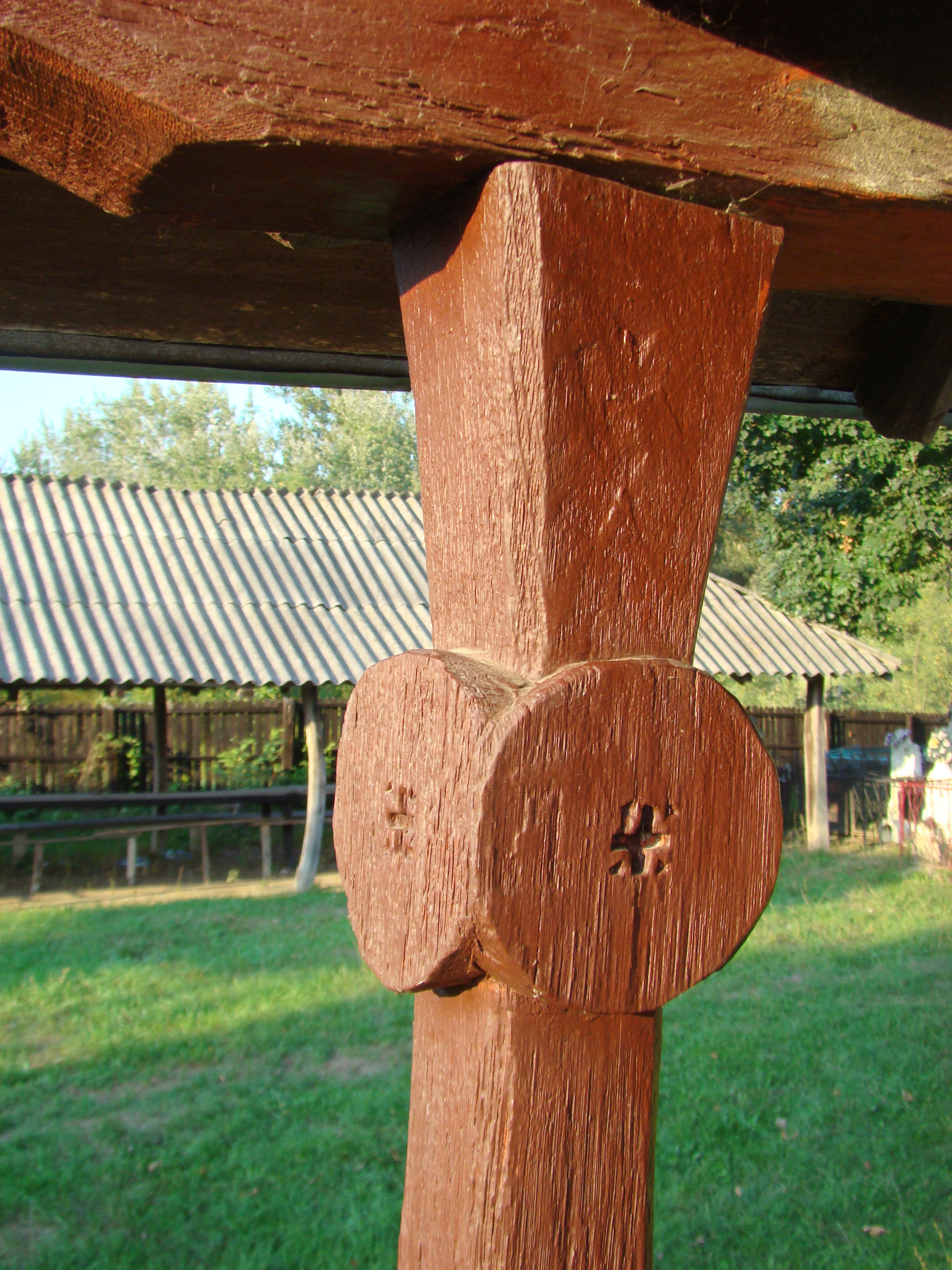
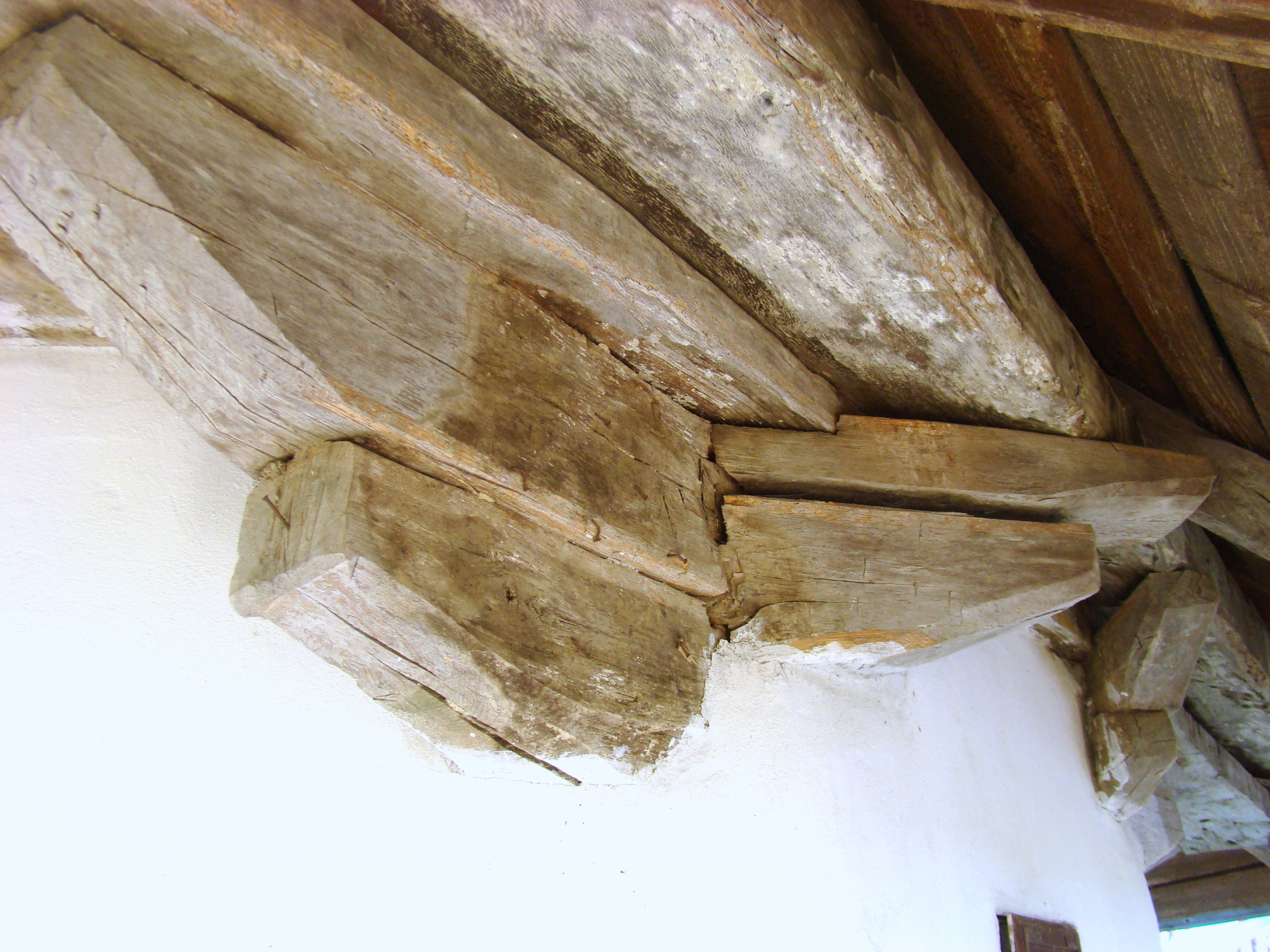
Console
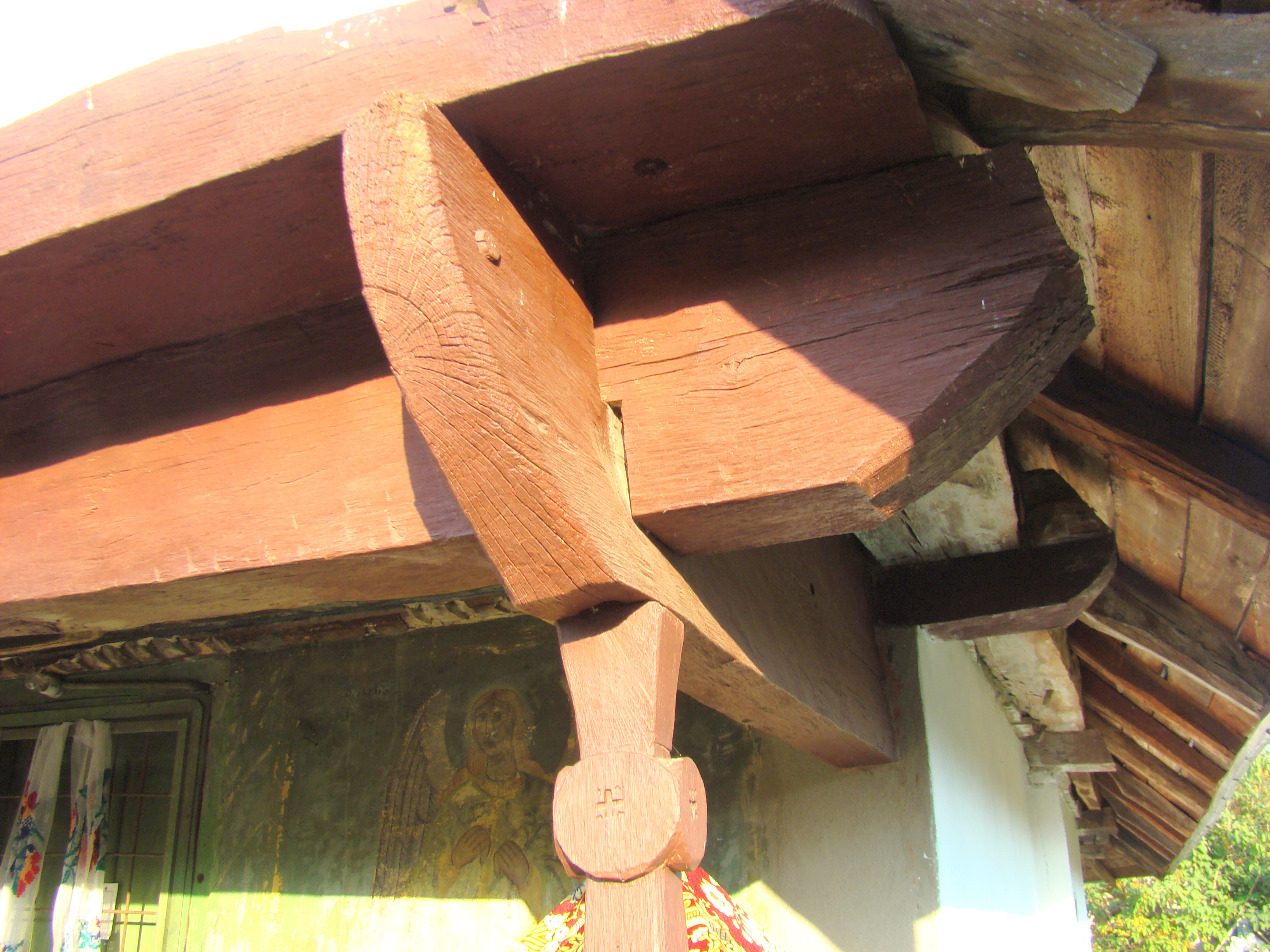
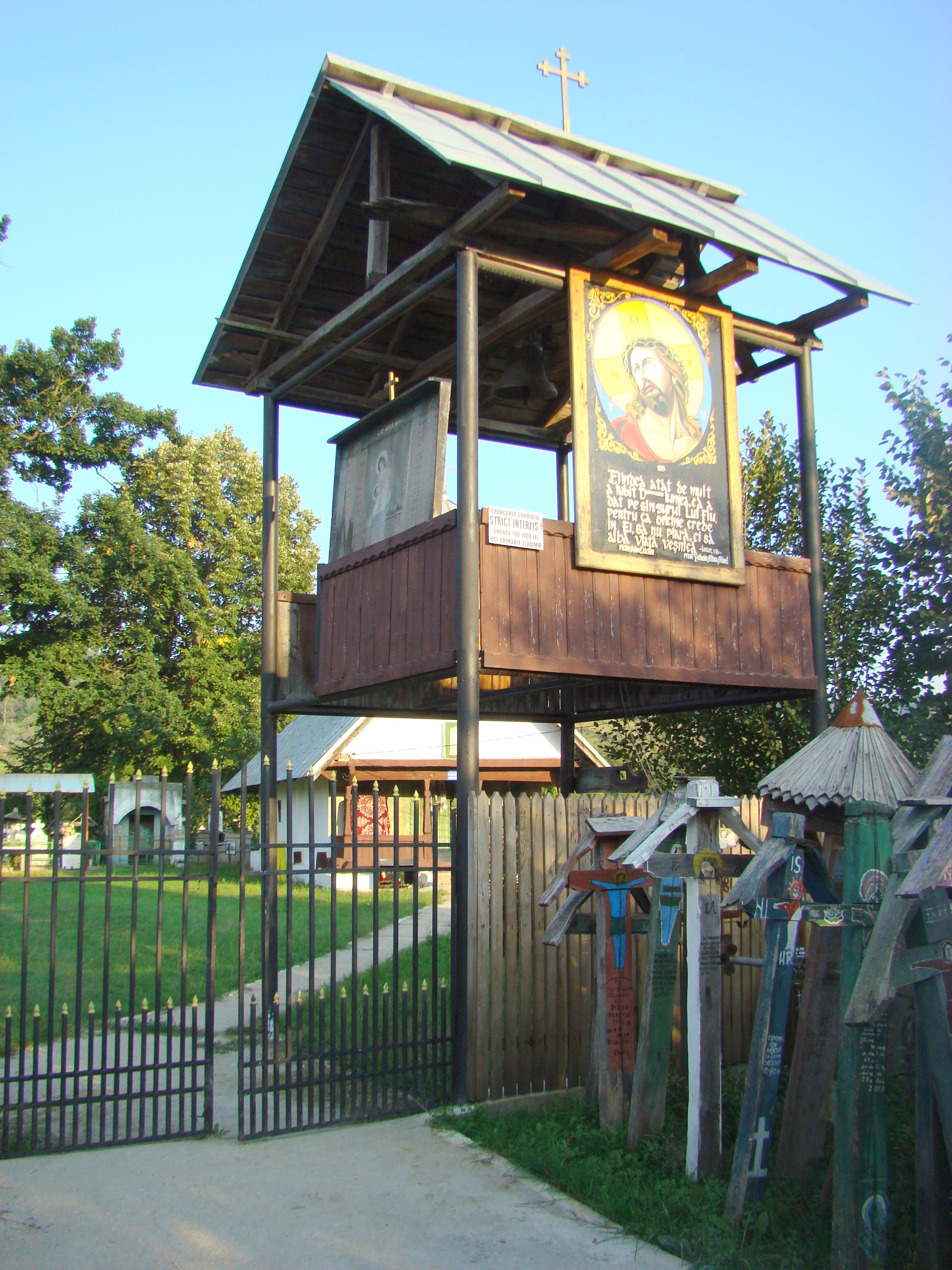
Clopotniţa
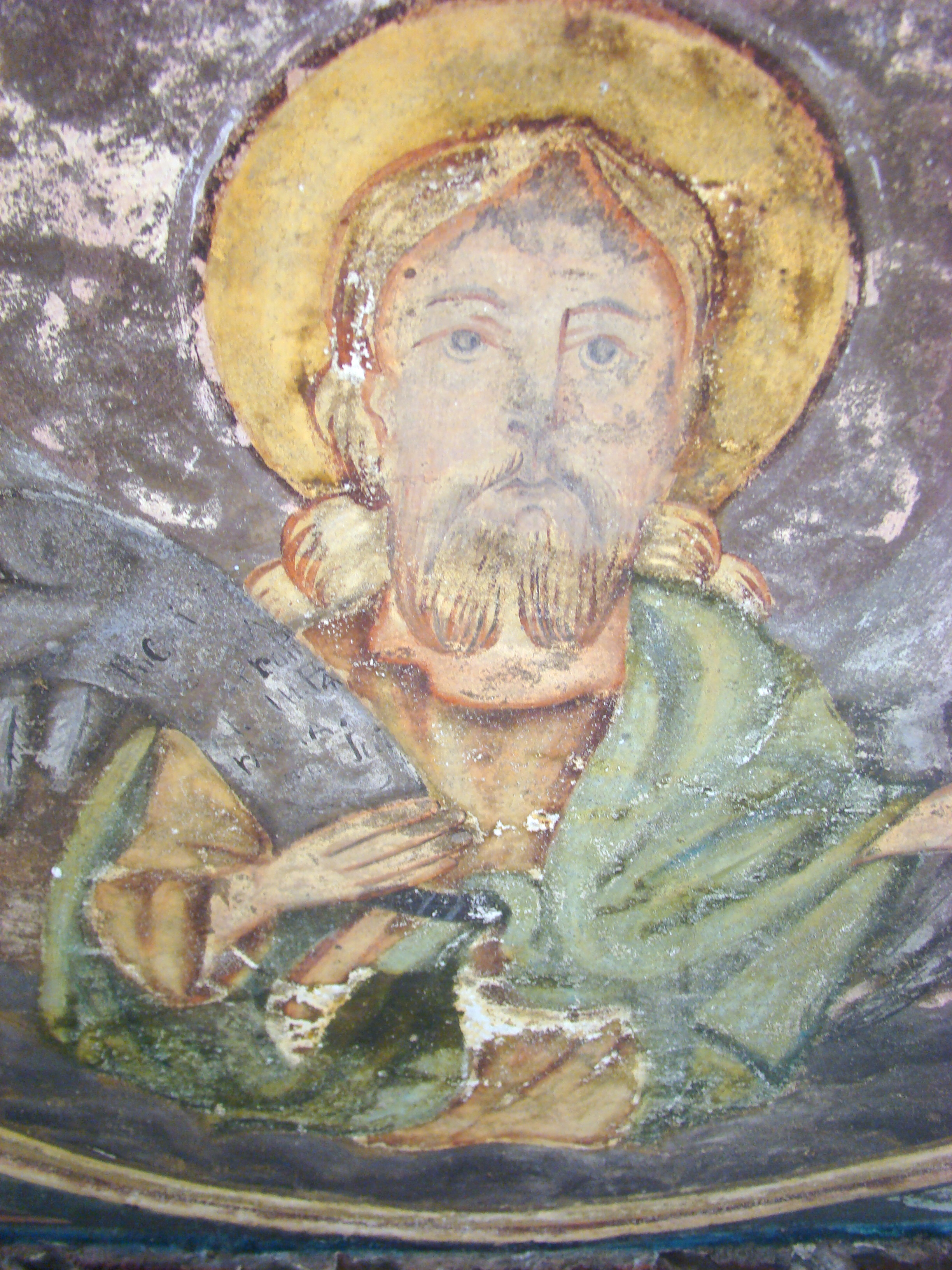
Pictura exterioară
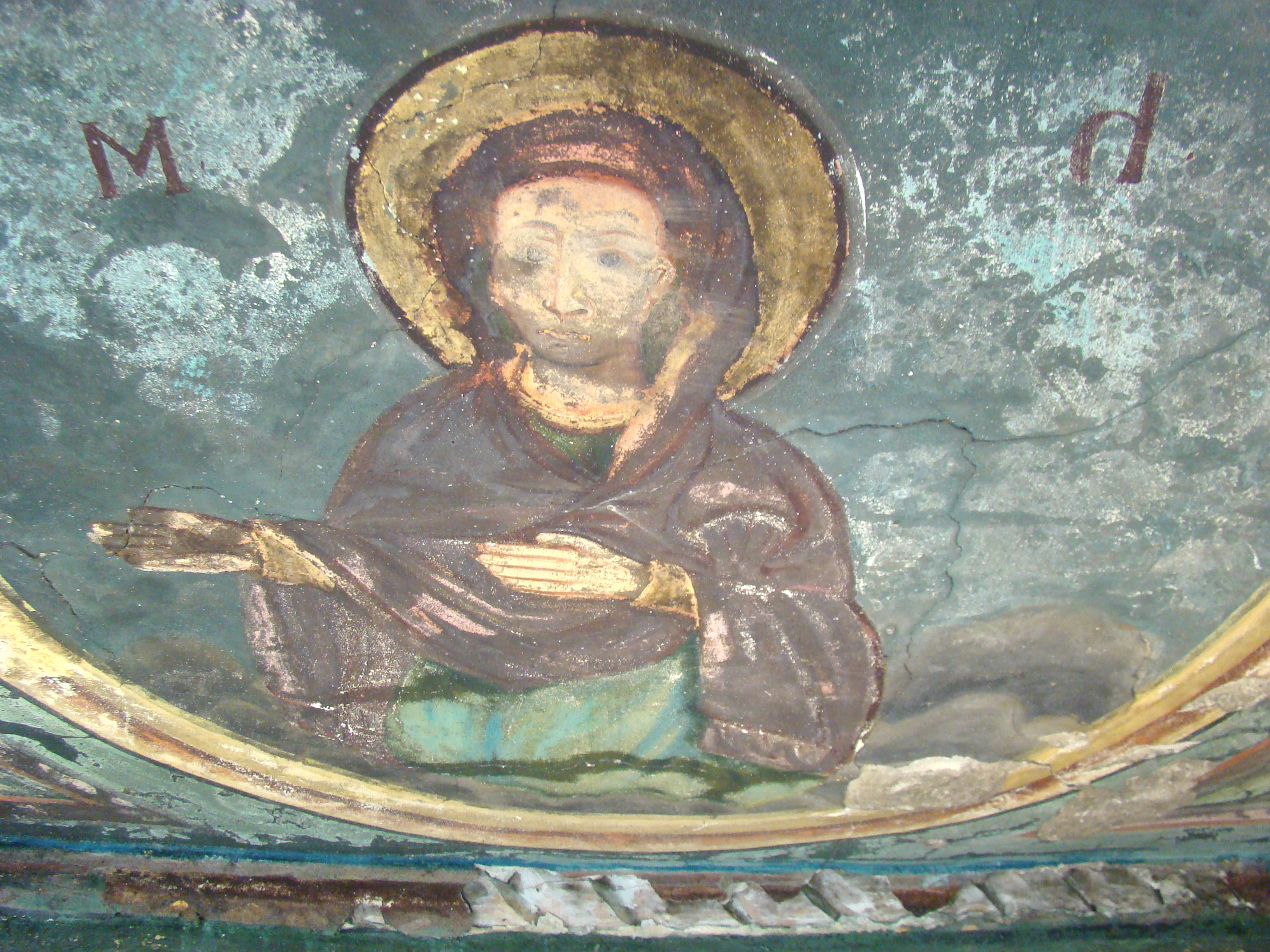
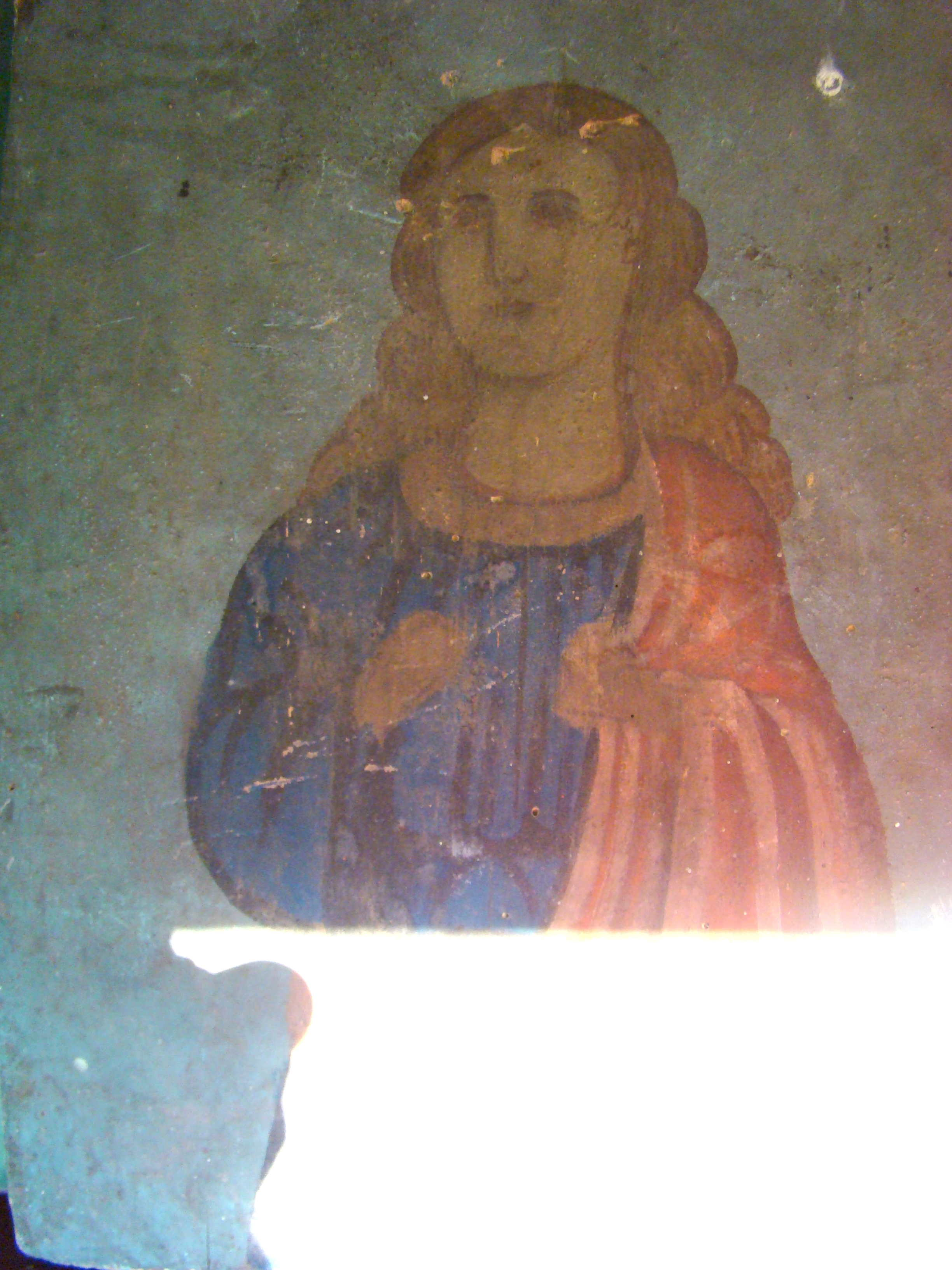
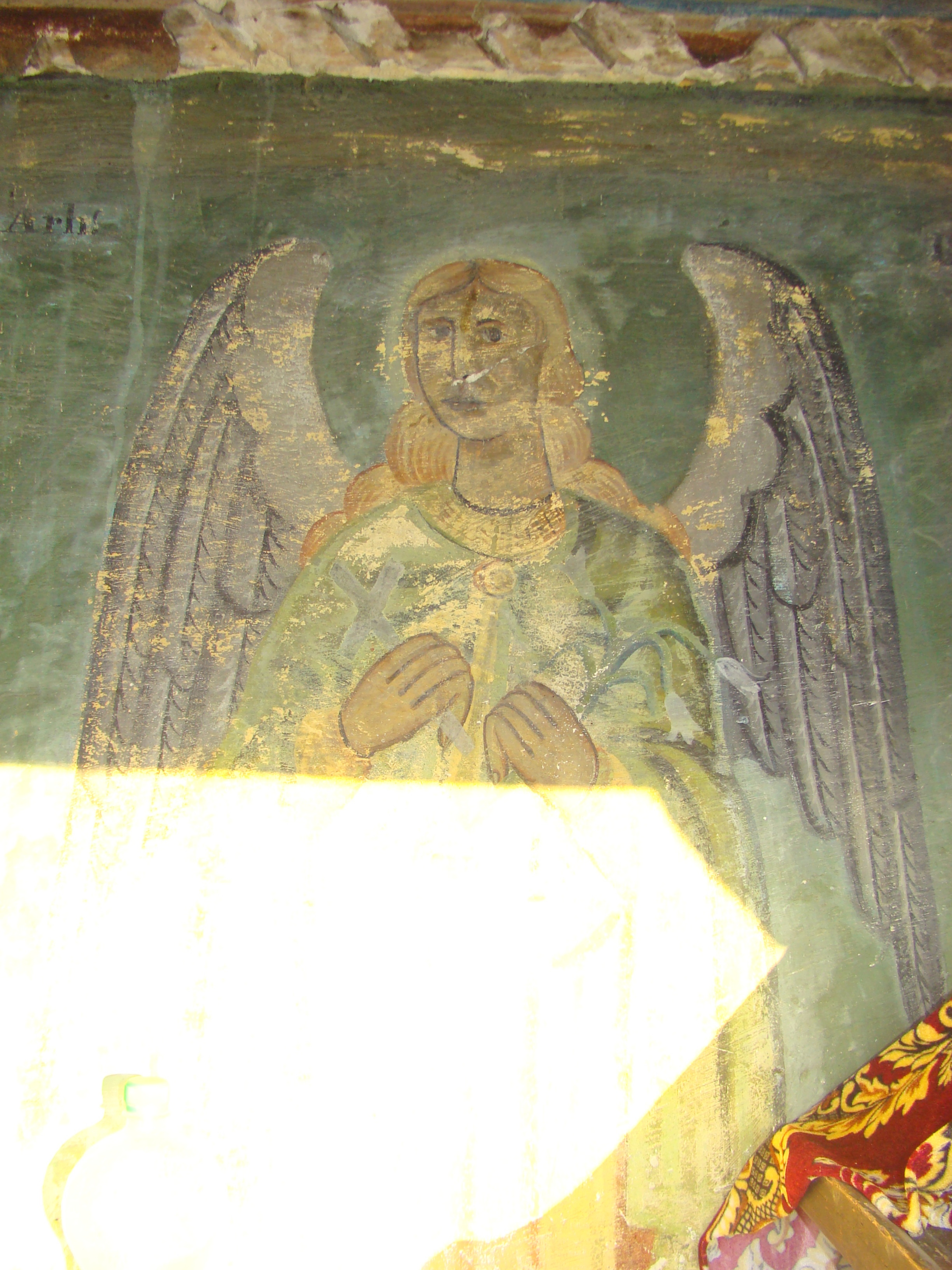
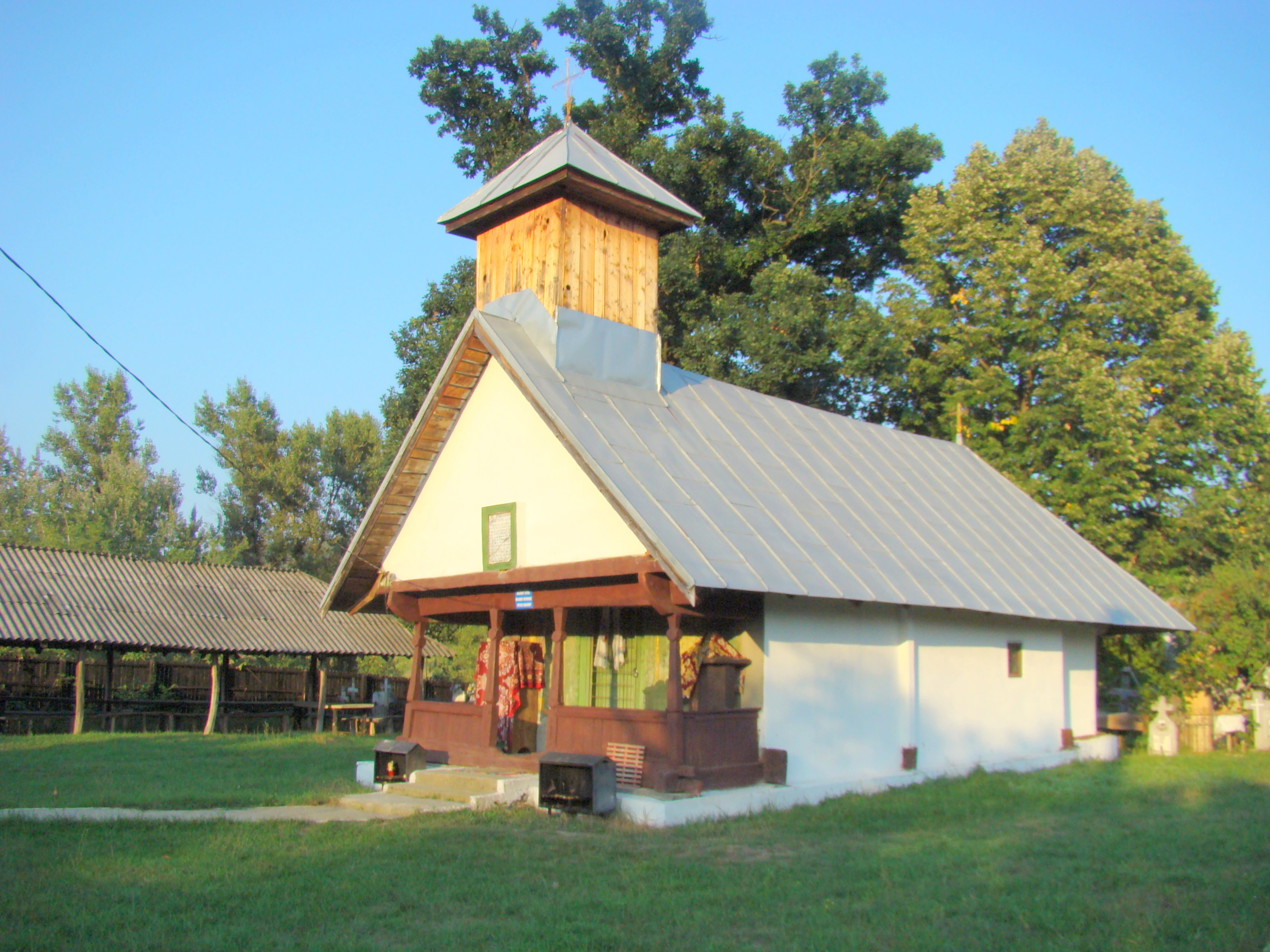
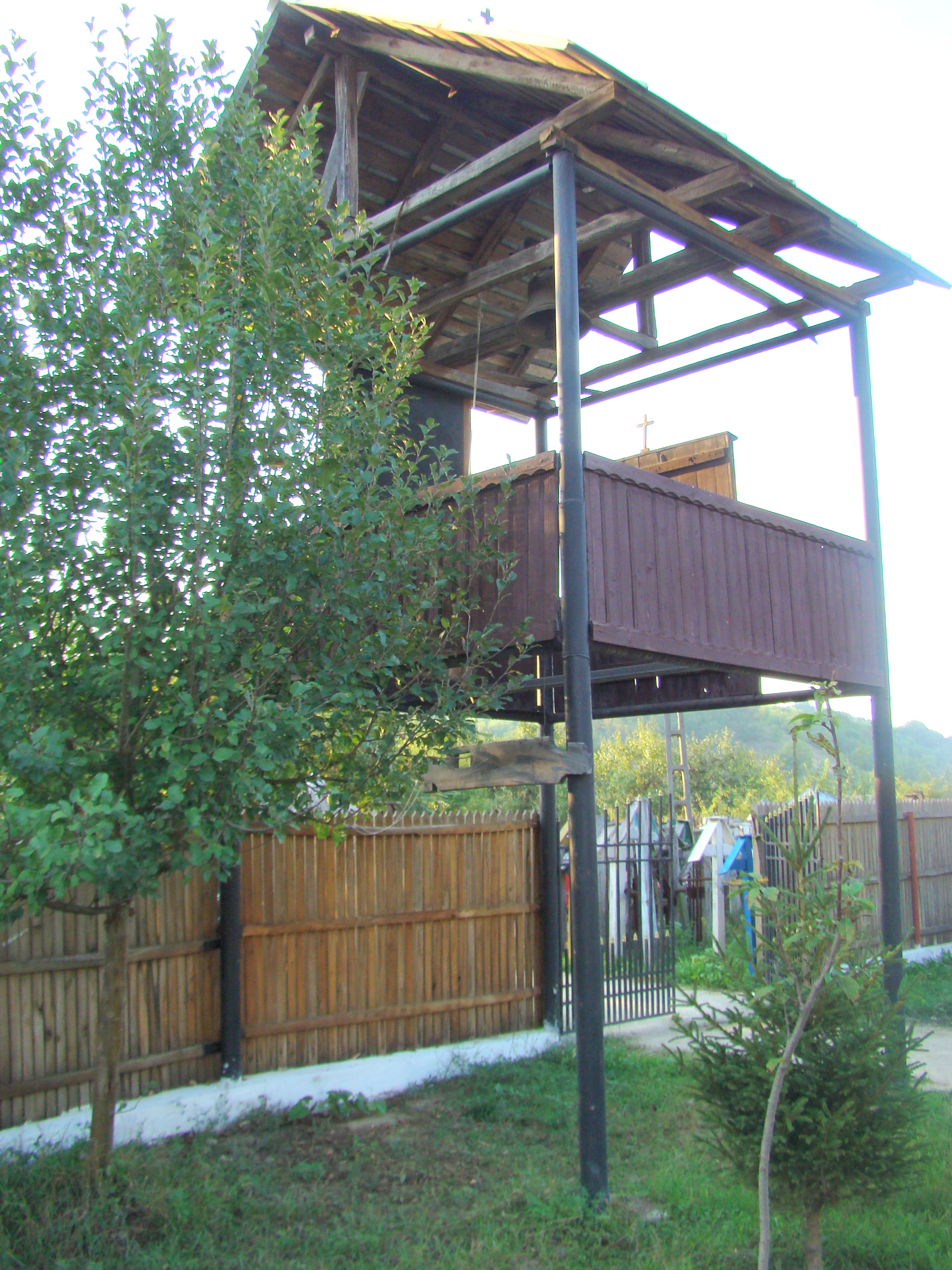
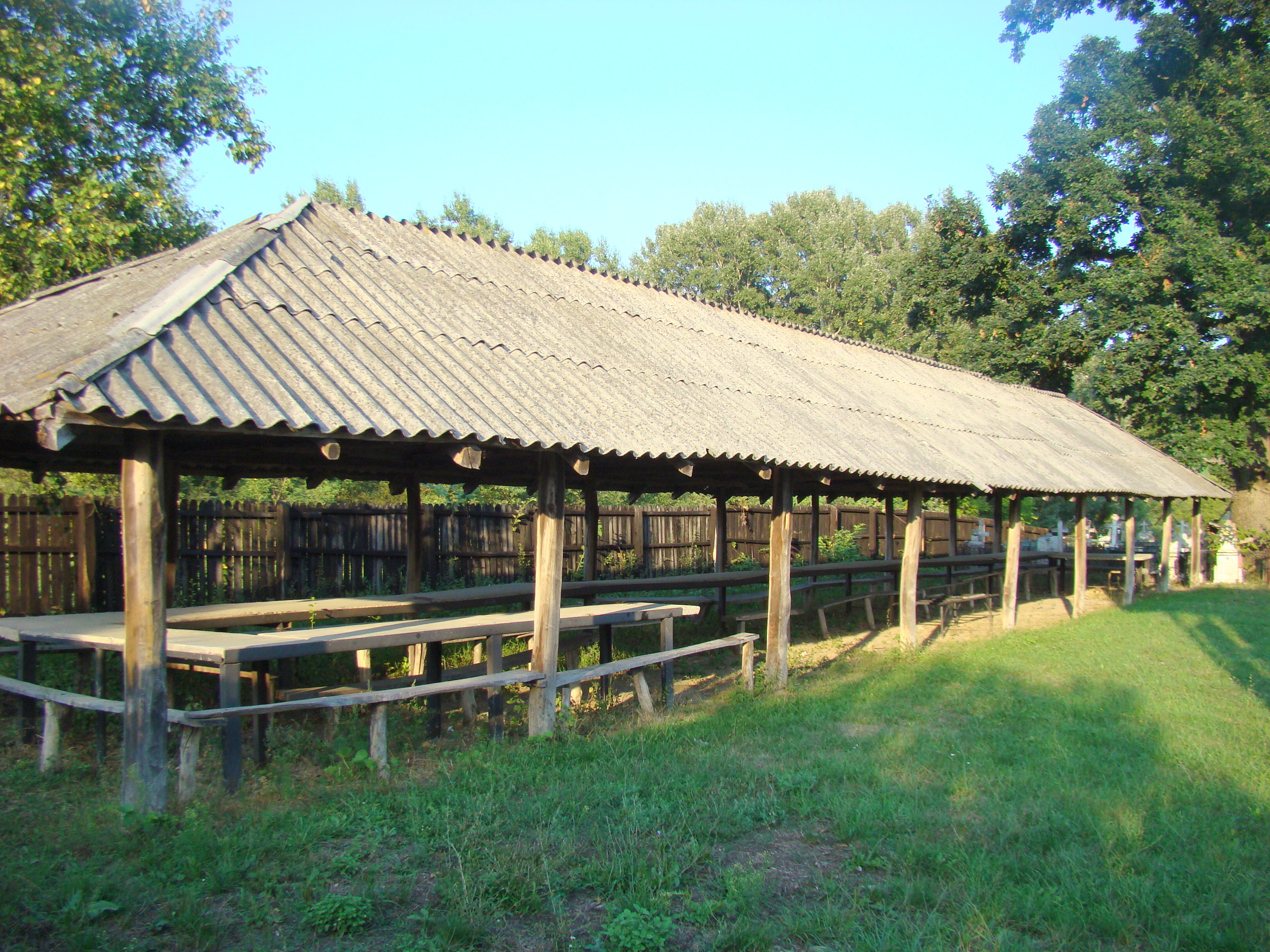
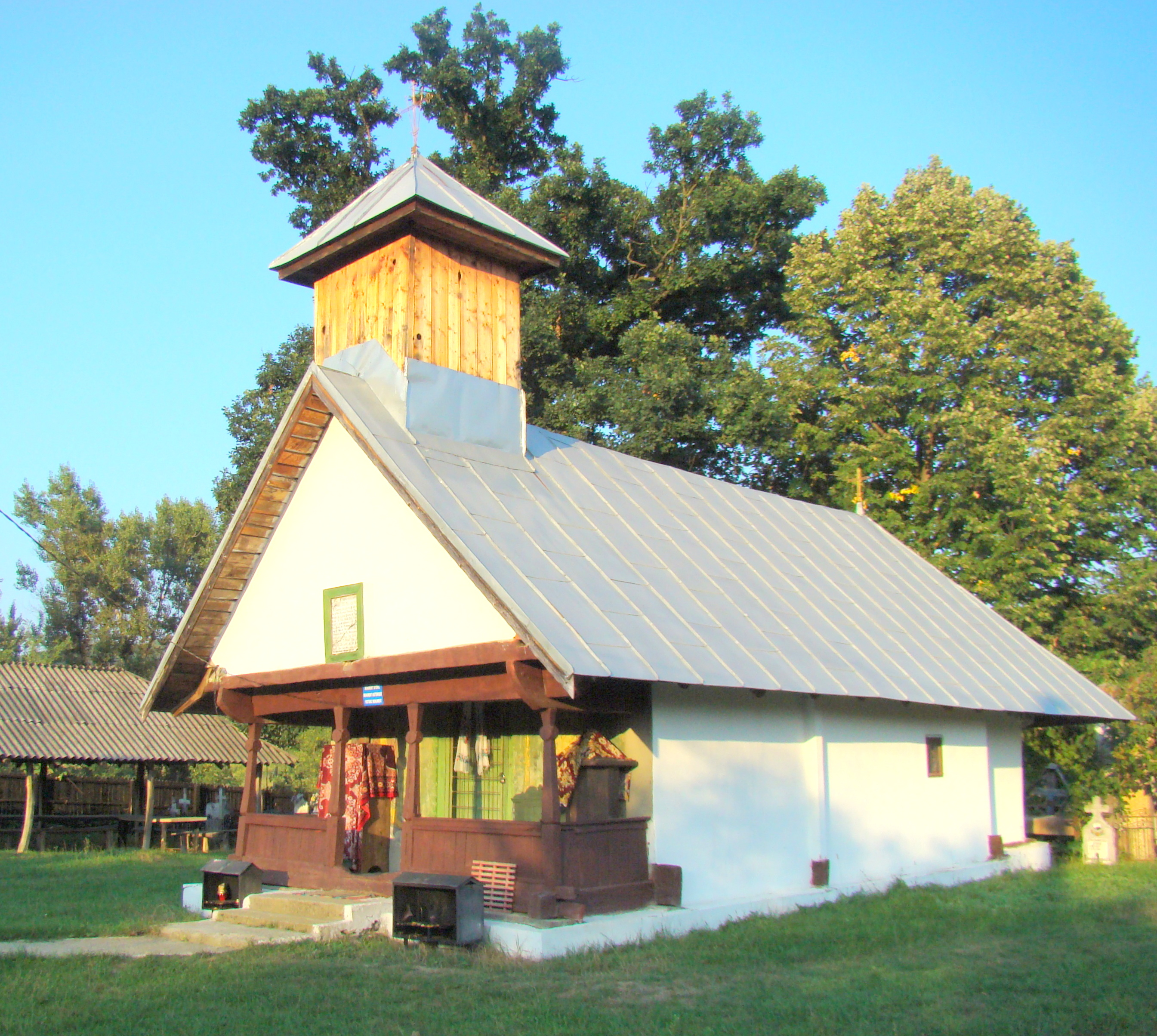
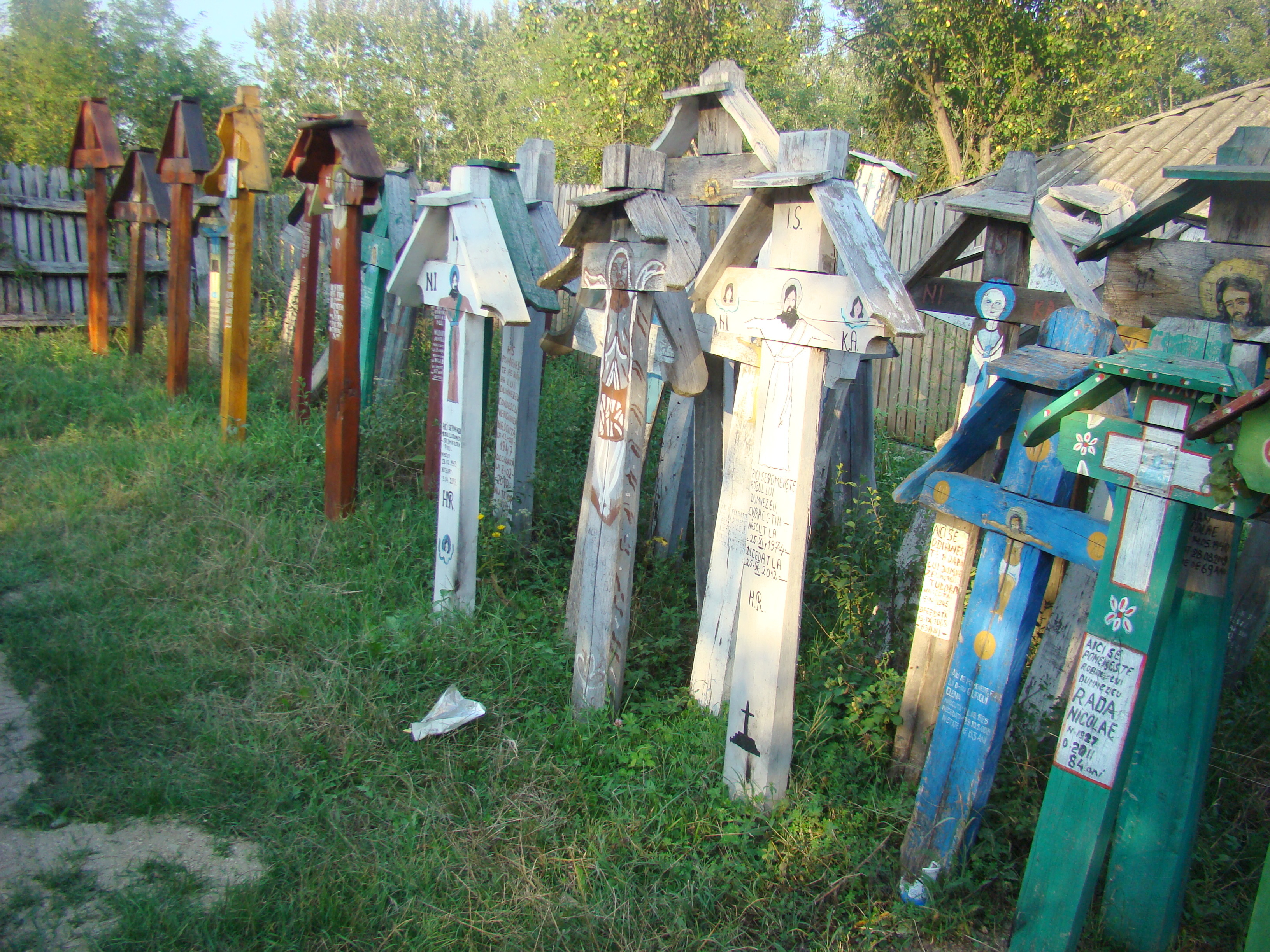
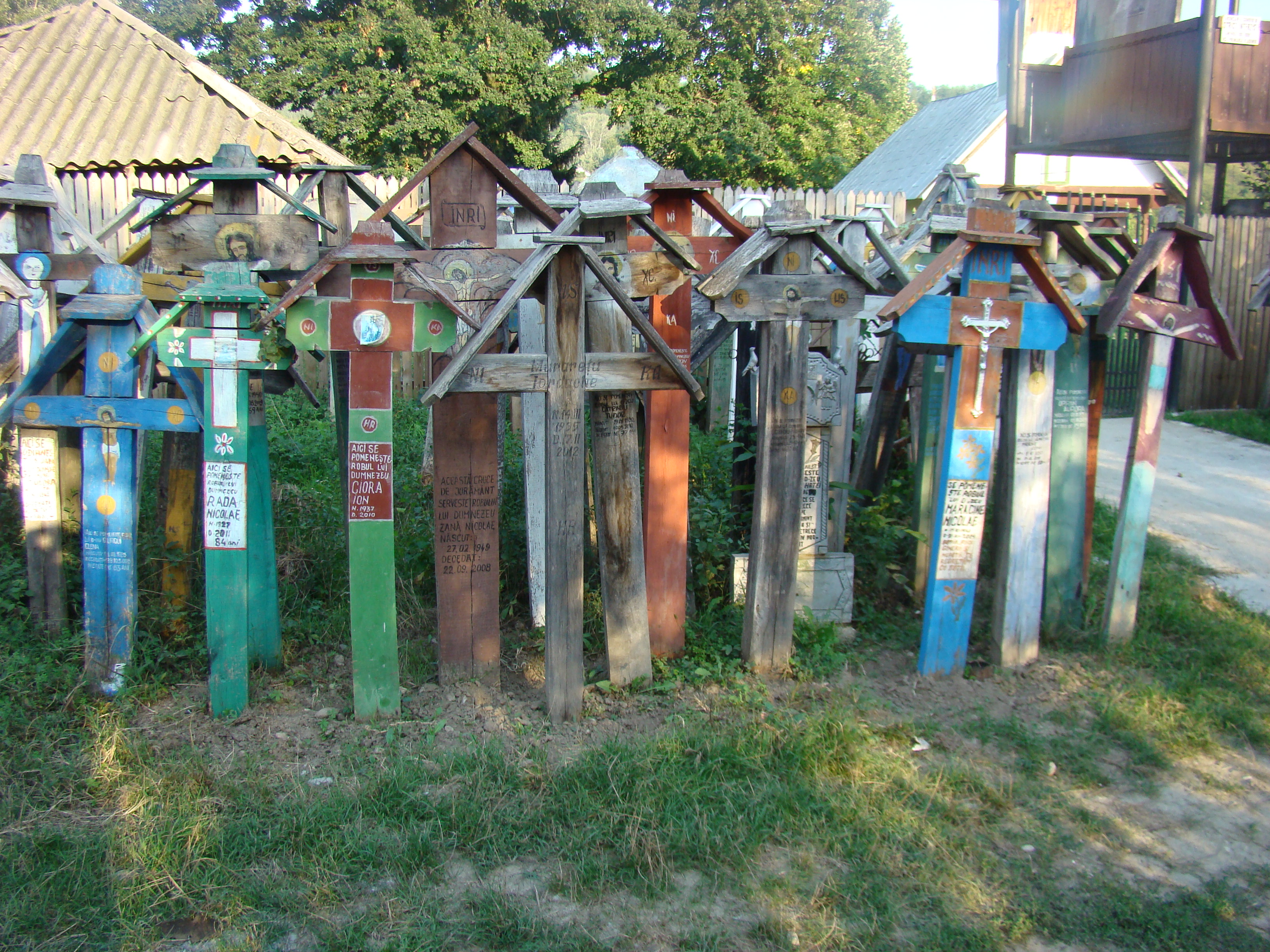